# Erlen-Eschen-Wald bei Gutenberg nördlich Halle
Der Erlen-Eschen-Wald bei Gutenberg nördlich Halle ist ein FFH-Gebiet in der Gemeinde Gutenberg im Saalekreis in Sachsen-Anhalt.

## Allgemeines
Das FFH-Gebiet ist circa 4 Hektar groß. Es ist durch die Landesverordnung zur Unterschutzstellung der Natura 2000-Gebiete im Land Sachsen-Anhalt (N2000-LVO LSA) seit dem 21. Dezember 2018 rechtlich gesichert. Zuständige untere Naturschutzbehörde ist der Saalekreis.

## Beschreibung
Das FFH-Gebiet liegt nördlich von Halle (Saale). Es umfasst einen vom Gutenberger Bach durchflossenen Grünlandkomplex und daran angrenzenden Erlen-Eschenwald. Der Bach wird von Gehölzen begleitet. Stellenweise sind feuchte Hochstaudenfluren mit Echtem Mädesüß, Sumpfstorchschnabel, Zaunwinde, Zottigem Weidenröschen, Kohlkratzdistel, Hopfen, Schmalblättrigem Merk, Geflügelter Braunwurz und Bachbunge ausgebildet. Im Norden des Gebietes ist ein Großseggenried ausgebildet. Der Erlen-Eschenwald wird von Schwarzerle, Gemeiner Esche, Bergahorn und Stieleiche gebildet. In der Strauchschicht stocken Gewöhnlicher Schneeball, Eingriffeliger Weißdorn und Feldulme. In der Krautschicht siedeln Sumpf- und Ufersegge, Rasenschmiele, Zottiges Weidenröschen und Giersch. Der Wald verfügt über einen hohen Alt- und Totholzanteil.
Das Großseggenried beherbergt eine individuenreiche Population der Bauchigen Windelschnecke. Ein Vorkommen der Schmalen Windelschnecke ist infolge der Zerstörung von Teilen der Habitatflächen möglicherweise erloschen.
Das in der Halleschen Ackerlandschaft liegende FFH-Gebiet wird im Westen von der Kreisstraße 2134 begrenzt, teilweise grenzt es direkt an die Ortslage von Gutenberg.